# 汽車道

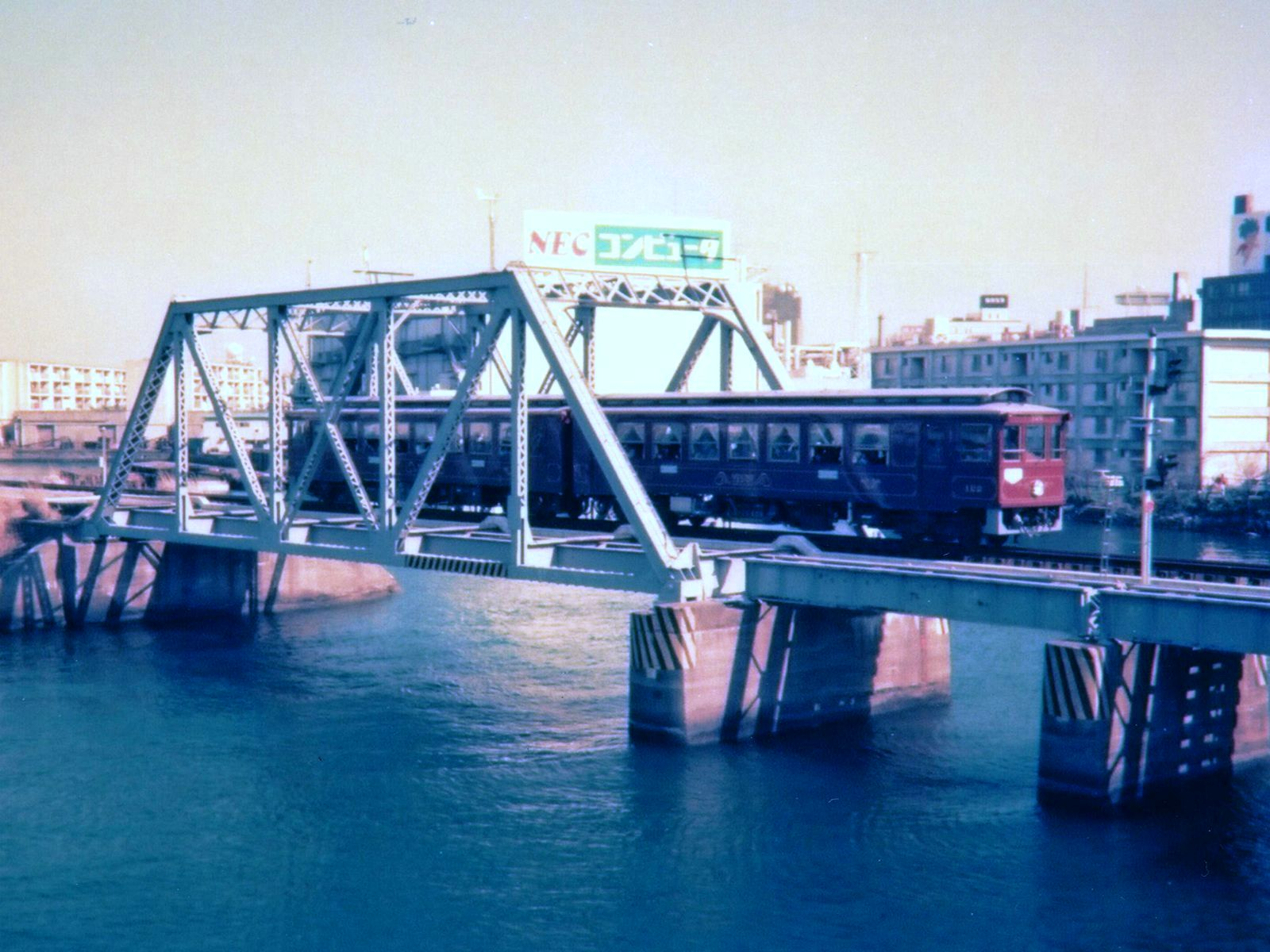
横浜博覧会開催時に走った列車（転用後の「三陸鉄道36-300形気動車」の項も参照）

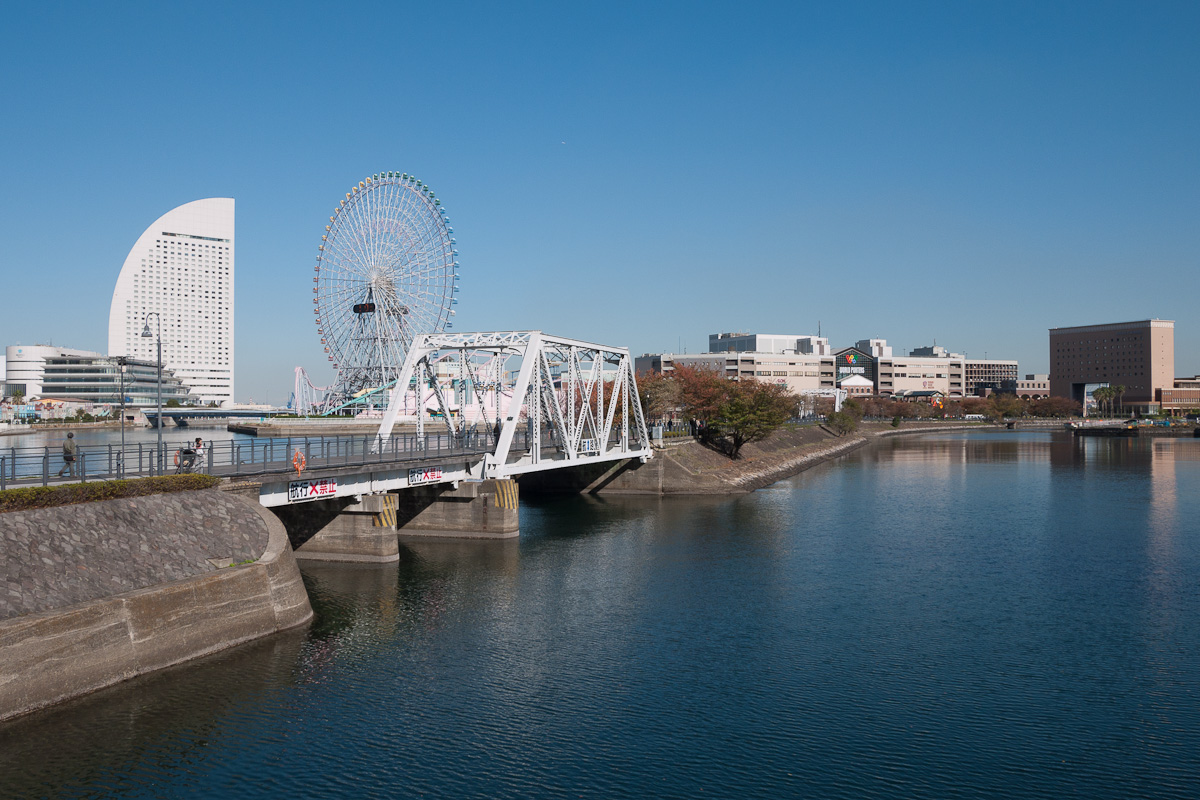
汽車道と港一号橋梁

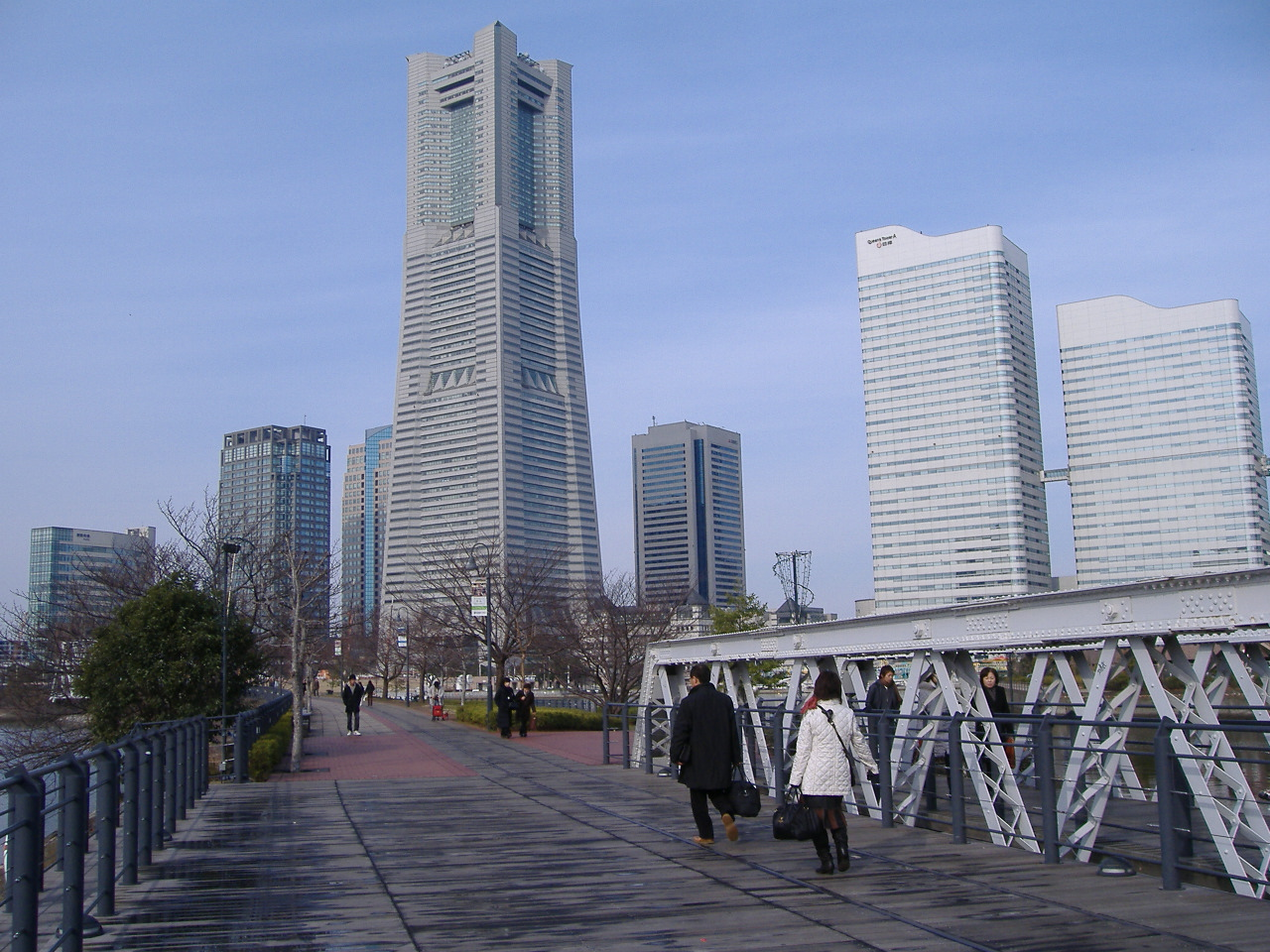
新港地区側より（右端に港三号橋梁）

汽車道（きしゃみち、英語: Kishamichi Promenade）は、神奈川県横浜市の桜木町駅前と新港地区とを結ぶ、鉄道廃線跡を利用して1997年に開通した遊歩道である。港湾環境整備施設（港湾緑地）として整備されている。
本項では遊歩道としての汽車道だけでなく、その歴史や産業遺産としての価値についても触れる。

## 概要
2002年に設定された、桜木町駅から港の見える丘公園を経路とする散策コース「開港の道」の起点側に当たる。後述するように一部はみなとみらい地区（17街区）の運河パーク内を通っている。
汽車道はもともと「ウィンナープロムナード」と呼ばれていたが、1996年（平成8年）に行われた名称公募により改称された。1911年（明治44年）開通の旧横浜駅と新港埠頭を結ぶ通称「税関線」とも呼ばれる臨港線の廃線跡を利用し、その一部にあたる約500mの区間をレールも残した上で緑地として整備したものである。

この臨港線は当初貨物輸送目的で作られたもので、後に横浜港駅へ昇格する新港埠頭内の横浜港荷扱所を経由して岸壁や倉庫の前、さらに横浜税関構内の荷扱所まで結んでいた。
1920年（大正9年）からはサンフランシスコ航路の出航日に限り、旅客列車（ボートトレイン）の運行が行われるようになった。戦後は米軍により一時接収されたが、1952年（昭和27年）に返還され、以降1961年（昭和35年）の氷川丸の最終航海時まで旅客運送が行われていた。
その後、貨物支線としては1986年（昭和61年）に廃止となったが、1989年（平成元年）の横浜博覧会開催時にはこの路線を利用して会場ゲートがあった桜木町駅近辺に設置した日本丸駅から山下公園の氷川丸付近に設置した山下公園駅まで旅客列車（気動車）の運行を行い、博覧会終了とともにこの区間も廃線となった後、1997年（平成9年）に汽車道として整備されるに至った。
汽車道は日本丸側と新港地区を2つの人工島ならびに3本の橋梁で結ぶ構造となっている。開通当時に架設されたアメリカ製とイギリス製のトラス橋を改修・保存しており、新港地区からの列車が頻繁に行き来していた頃の、かつての面影を残している。

## 橋梁
汽車道上に架かる港一号橋梁〜港三号橋梁の3橋梁は、横浜市認定歴史的建造物に認定されている。

### 港一号橋梁
1907年（明治40年）に、港二号橋梁とともにアメリカン・ブリッジで製作されたトラス橋で、1909年（明治42年）に鉄道院により架設された。30フィートの鈑桁橋2連と100フィートのトラス橋からなる。複線相当の幅がある。2012年（平成24年）10月24日から2013年（平成25年）3月15日まで補修工事を実施していた。
概要
構造概要：鋼トラス橋
設計者：鉄道院
製作者：アメリカン・ブリッジ

### 港二号橋梁
100フィートの複線トラス橋。港一号橋梁と同年に製作された。
概要
構造：鋼トラス橋
設計者：鉄道院
製作者：アメリカン・ブリッジ

### 港三号橋梁
元は1906年（明治39年）に架設された北海道炭礦鉄道夕張線の夕張川橋梁の100フィートトラス橋と1907年（明治40年）に架設された総武鉄道江戸川橋梁の2基の100フィートトラス橋であり、1928年（昭和3年）に横浜生糸検査所引込線の大岡橋梁として転用された。現在は夕張川橋梁のトラスの一部が再移設され、プロムナードに沿って保存されている。一号・二号橋梁と異なりイギリス製であり、トラスの高さが低くなっている。
概要
構造概要：鈑桁橋（鋼ワーレントラス橋）
設計者：鉄道院
製作者：川崎造船所兵庫分工場

### ギャラリー

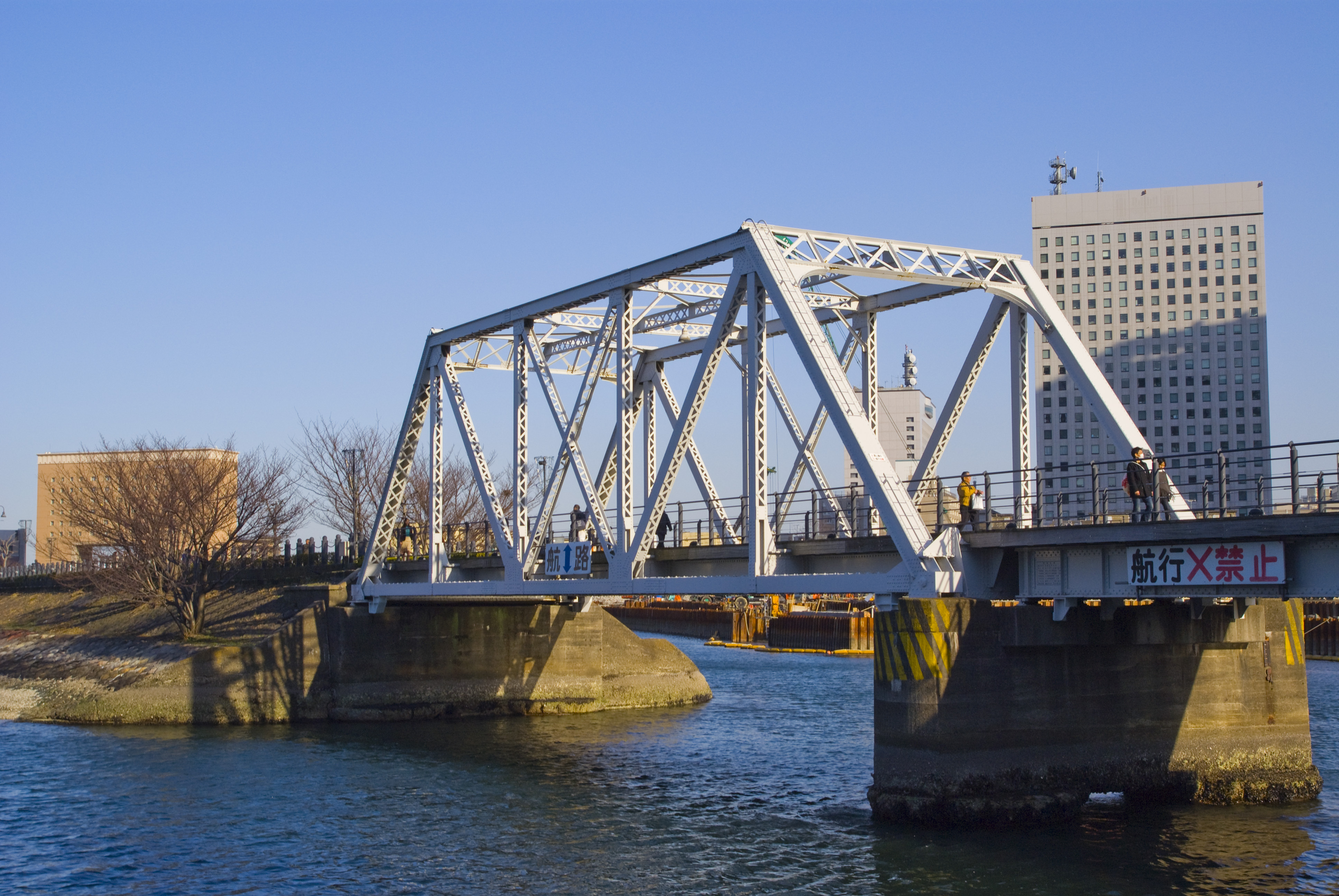
港一号橋梁（2009年3月2日）
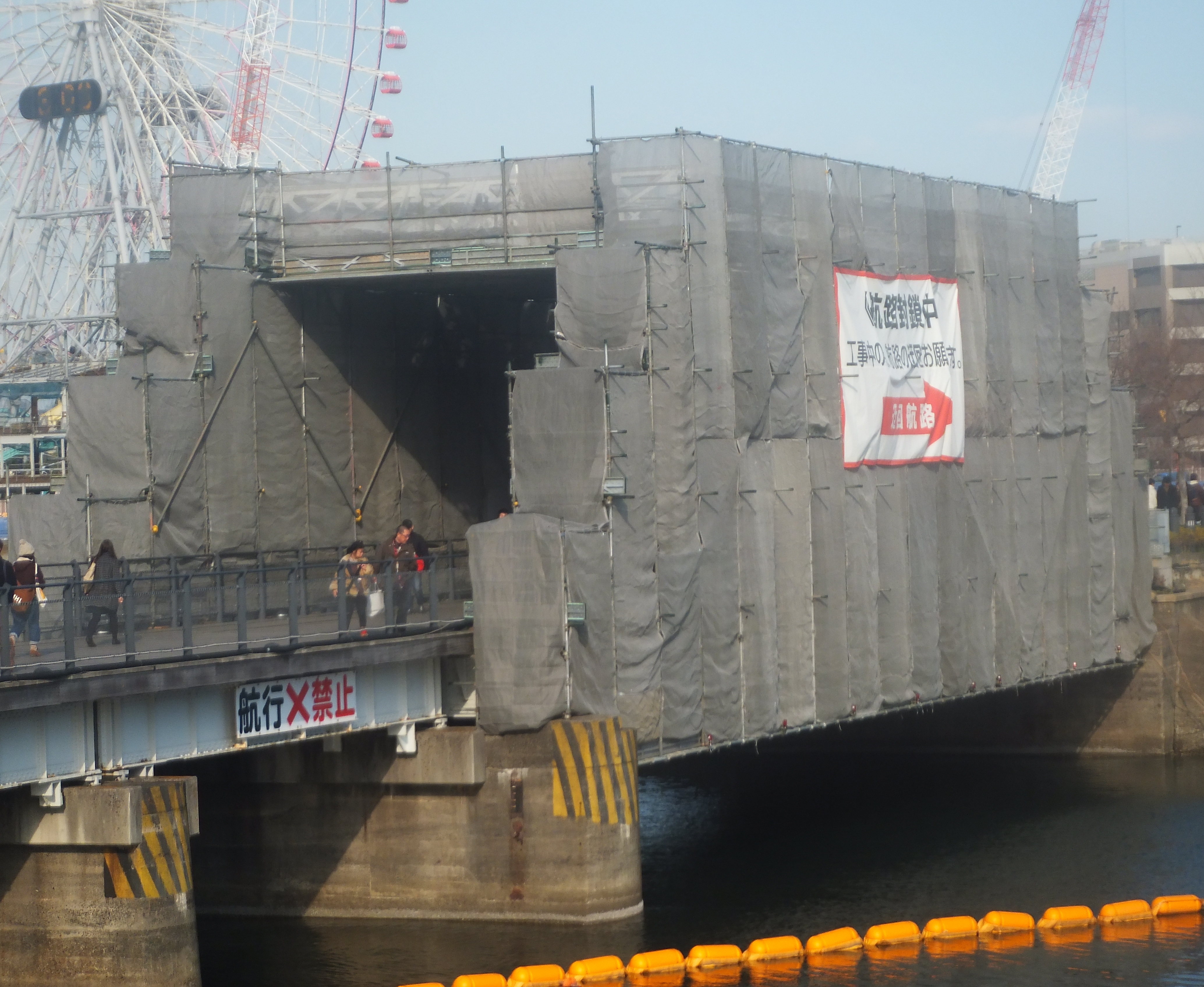
港一号橋梁補修工事中 （2013年2月23日）
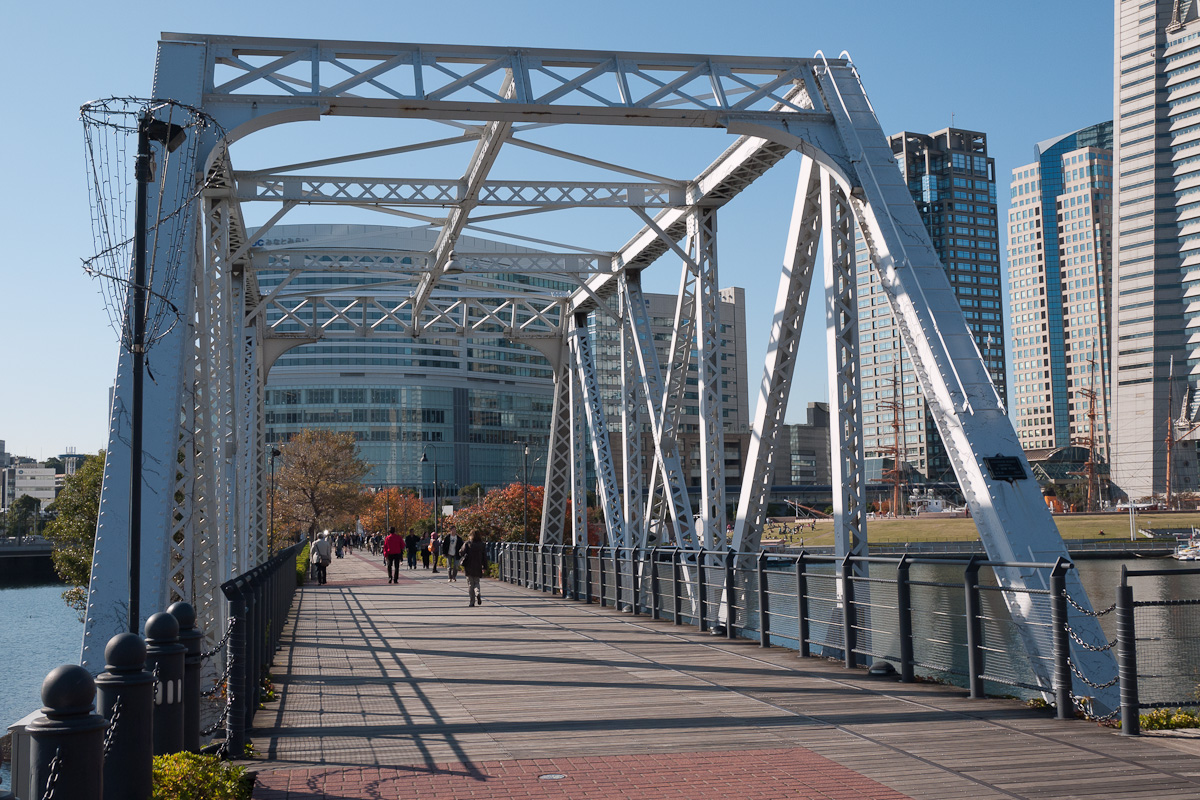
港二号橋梁（2011年11月29日）
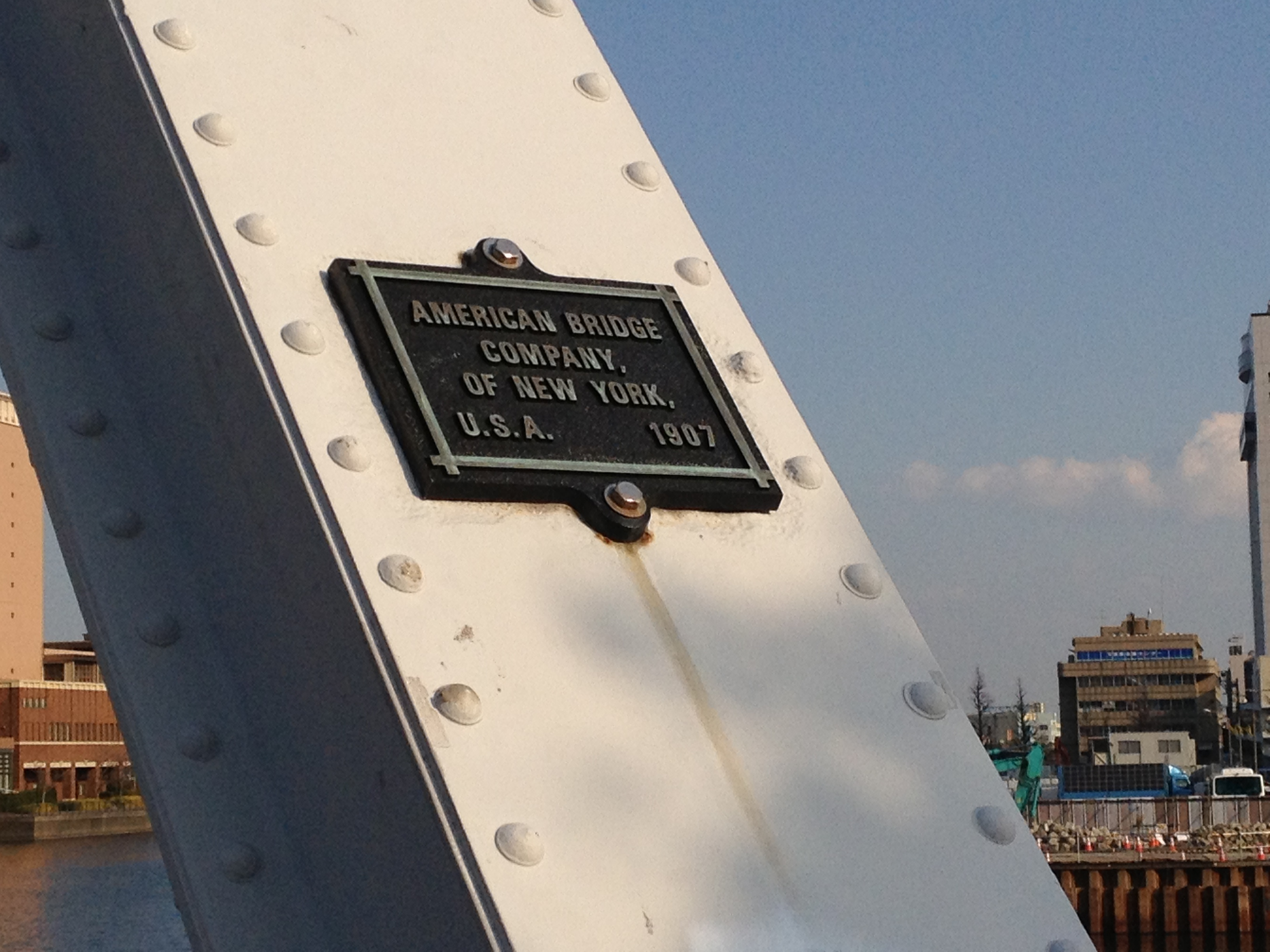
港二号橋梁のプレート
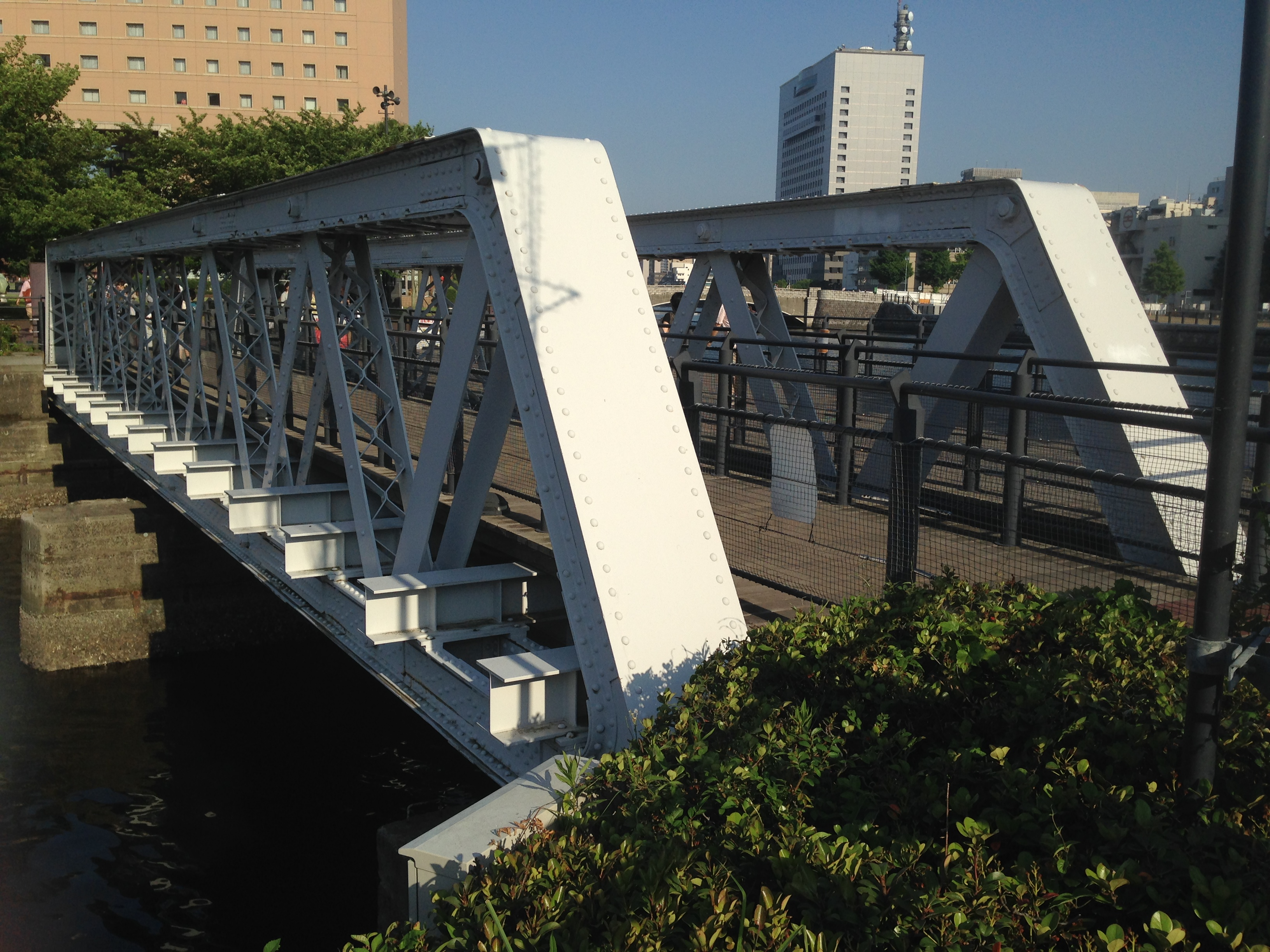
港三号橋梁（2014年6月1日）

## 受賞歴など

### 土木学会デザイン賞2001

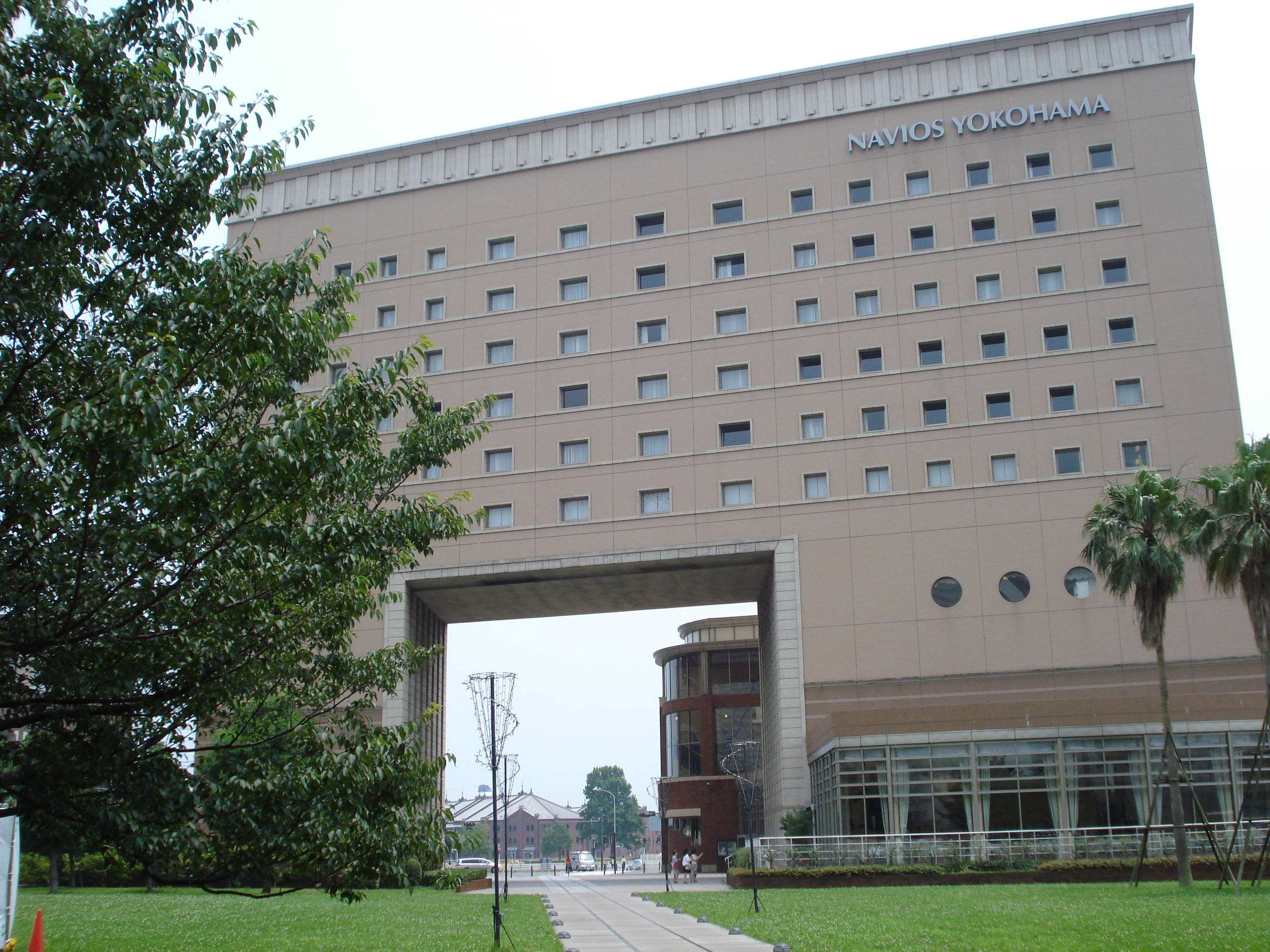
汽車道をまたぐ「ナビオス横浜」、赤レンガ倉庫を遠望する

汽車道は土木学会による「土木学会デザイン賞2001」において最優秀賞を受賞した。選考の講評にあたって、選考委員の大熊孝（新潟大学教授）は、みなとみらい21の中心にあって観光資源を結ぶ歩行者空間を、歴史的資産の巧みな保全・活用と施設整備によって人々が楽しみながら回遊する空間となっていると捉え、特に汽車道をまたぐように建設されたホテル「ナビオス横浜」の開口部によって確保された汽車道から赤レンガ倉庫への見通し景観を、優れた動線設計として評価した。榊原和彦（大阪産業大学教授）は、同じくホテル建物の開口部によって確保された景観を高く評価する一方、由来の異なる港三号橋梁の移設に疑問を呈した。佐々木葉（日本福祉大学助教授）は、汽車道を横浜が「持てる資源をきちんと活かして嫌味のない意匠に仕立て」たものであり、20年以上にわたる横浜市における正統派のアーバンデザインの積み重ねを評価した。

### 近代化産業遺産群33
汽車道の3つの橋梁は「旧臨港線港一号橋」「旧臨港線港二号橋」「旧臨港線港三号橋」として、2007年（平成19年）11月30日に経済産業省が公表した近代化産業遺産群33の一つに認定されている。汽車道は「『貿易立国の原点』 横浜港発展の歩みを物語る近代化産業遺産群」の一部として認定され、日本における近代産業の発展と軌を一にし、「貿易立国」の原点となった横浜港の歴史を証する遺産の一つとされた。

## 汽車道ボードウォーク改修工事
汽車道木製歩道（ウッドデッキ）の使用木材の老朽化に伴い、2024年3月中旬から5月下旬までの期間で補修工事が行われている。
施工箇所は歩道幅の半分程度に収められており通行止めは実施されていないため、一般人でもバリケード越しにウッドデッキ下を見学することが可能。線路の全容の他、枕木やバラストなどが確認されている。
区間は港二号橋梁から港三号橋梁までの約120m。同年3月から4月中旬までが桜木町駅側の約60ｍ、その後は残りの区間の工事を実施する計画となっている。今後も複数年に渡り順次補修工事を進めていく予定である。

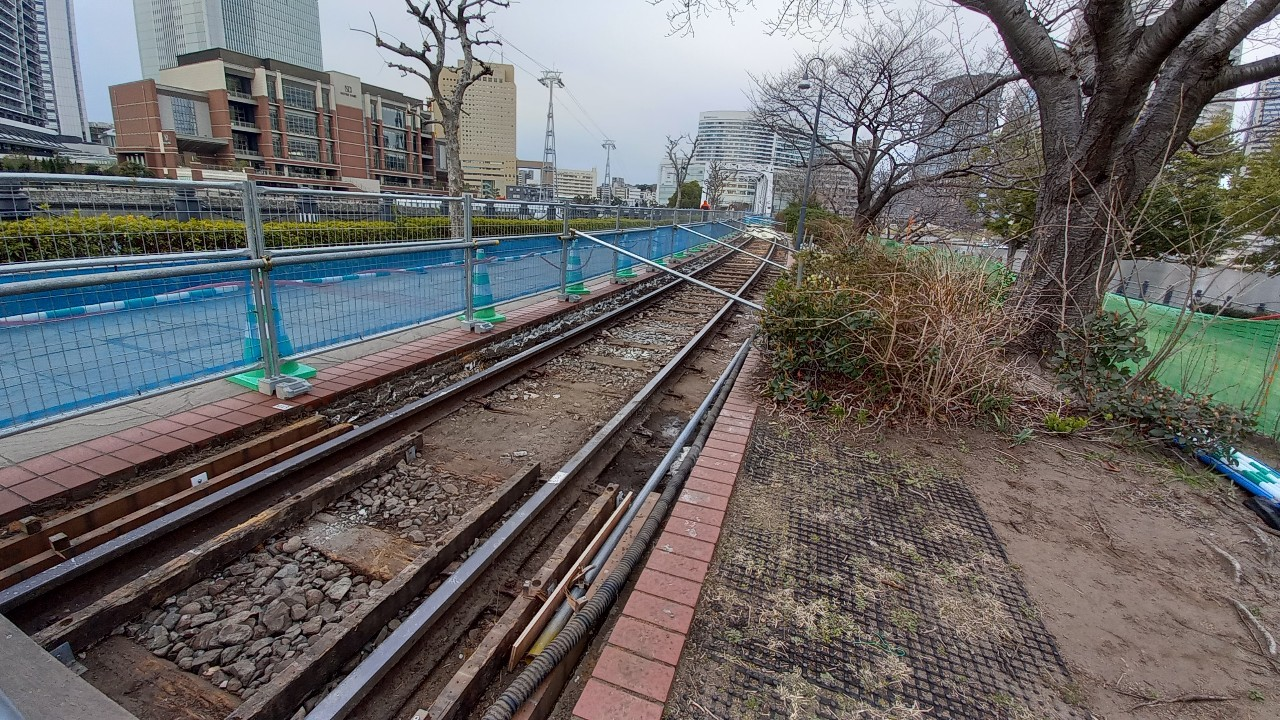
改修工事の様子（2024年3月23日）
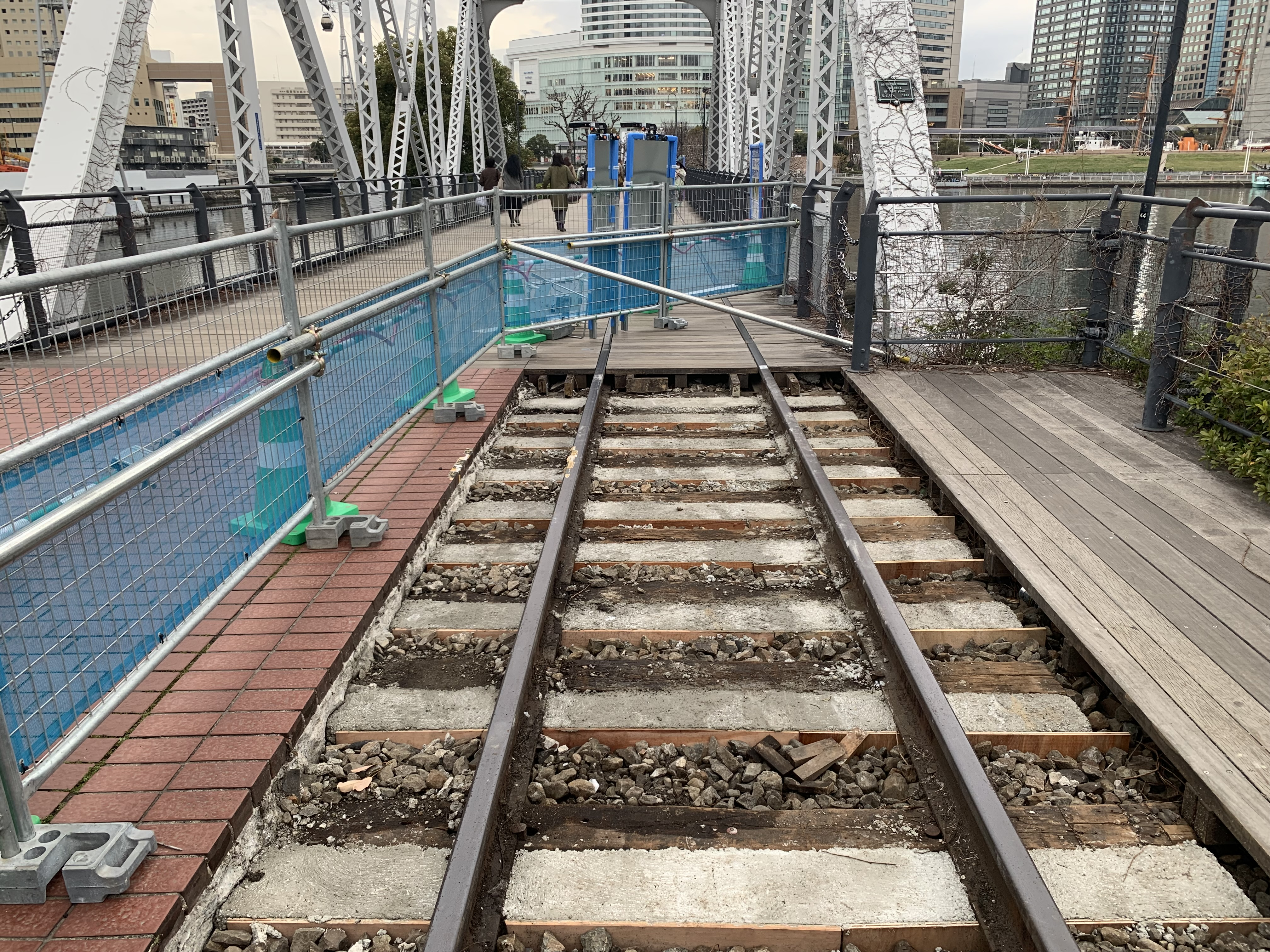
枕木やバラストが確認できる、改修工事では枕木がセメントで補強された（2024年3月28日）

## 周辺の緑地整備（運河パーク）
ナビオス横浜西側（横浜ワールドポーターズ前）のみなとみらい地区17街区（大岡川下流の運河沿い）には運河パーク 〔MAP〕 が整備されている（1999年開園）。汽車道は港三号橋梁を渡ると同パーク内を通り、ナビオス横浜下部に造られた開口部（吹き抜け）の先まで続いている。
同パーク内には日本丸メモリアルパークや象の鼻パーク、大さん橋方面と行き来する水上バスの乗り場「ピア運河パーク」がある。2021年4月には桜木町駅前より発着するロープウェイ「YOKOHAMA AIR CABIN」の「運河パーク駅」が開設された。
同パークの南側に広がる運河の対岸は、再開発が進められている北仲通地区となっている。